# Фрегаты типа 053
Фрегаты типа 053 — семейство фрегатов китайской разработки и производства, построенных для ВМС Китая и некоторых иностранных флотов. Семейство состоит из большого количества типов и подтипов, которые схожи по размерам и конструкции за исключением последних трех типов, Type 053H2G, Type 053H3 и Naresuan.

## История

### Копирование корабля проекта 50
В 1950-х годах СССР предоставили Китаю четыре комплекта для сборки сторожевых кораблей проекта 50 («Рига») и четыре готовых эсминца проекта 7(«Гневный»). Они поступили на вооружение ВМС Китая как фрегаты Type 01 Chengdu и эсминцы Type 07 Anshan соответственно. Корабли проекта 50 были собраны на верфи Huangpu в Гуанчжоу и на верфи Hudong в Шанхае с 1955 по 1958 год. Эти корабли составляли костяк ВМС Китая в 1950-х и 1960-х годах.
После разрыва советско-китайских отношений и прекращения советской помощи институт № 701 в Ухане в 1962 году приступил к обратному инжинирингу кораблей Type 01. Результатом стал проект кораблей Type 065. В основу был положен корпус проекта 50, однако плоская палуба заменена длинным полубаком. Эта модификация была необходима для размещения большой среднеоборотной дизельной силовой установки, поскольку не удалось воспроизвести компактную паротурбинную силовую установку высокого давления проекта 50. Первый корабль Type 065, Haikou (529), был заложен в Huangpu в августе 1964 года и сдан в эксплуатацию в августе 1966 года.

### Фрегат типа 053K
С 1965 по 1967 год Институт № 701 разработал проект корабля Type 053K, где буква К означала китайское слово, звучащее как Конг и обозначавшее функцию ПВО . Корабль представлял собой вариант фрегата типа 065 с усиленным зенитным вооружением. Это соответствовало требованиям ВМС Китая к кораблям ПВО для сопровождения эсминцев типа 051. Первоначально планировалось, что Type 053K будет иметь три винта, приводимых в движение комбинированным газотурбинным и дизельным двигателем, планируемая максимальная скорость составляла 38 узлов. Однако технические ограничения вынудили китайцев довольствоваться дизельным двигателем, приводящим в движение два винта и обеспечивающим максимальную скорость в 30 узлов.
Тип 053К был вооружён зенитными ракетами HQ-61, запускаемыми из двух спаренных пусковых установок, которые поступили на вооружение только в середине 1980-х годов. Также возникли задержки с серийным выпуском 100-мм орудий. В странах НАТО этот тип кораблей получил кодовое обозначение Jiangdong (Цзяндонг).
Всего было построено два корабля типа 053K, возможно, из-за неудовлетворительных характеристик и длительных задержек с поставками вооружения. Yingtan (531) был заложен в 1970 году и сдан в эксплуатацию в 1977 году, за ним последовал «532». Оба корабля были выведены из эксплуатации в 1992 году, один утилизирован в 1994 году, другой сохранен как корабль-музей.

### Фрегат типа 053Н

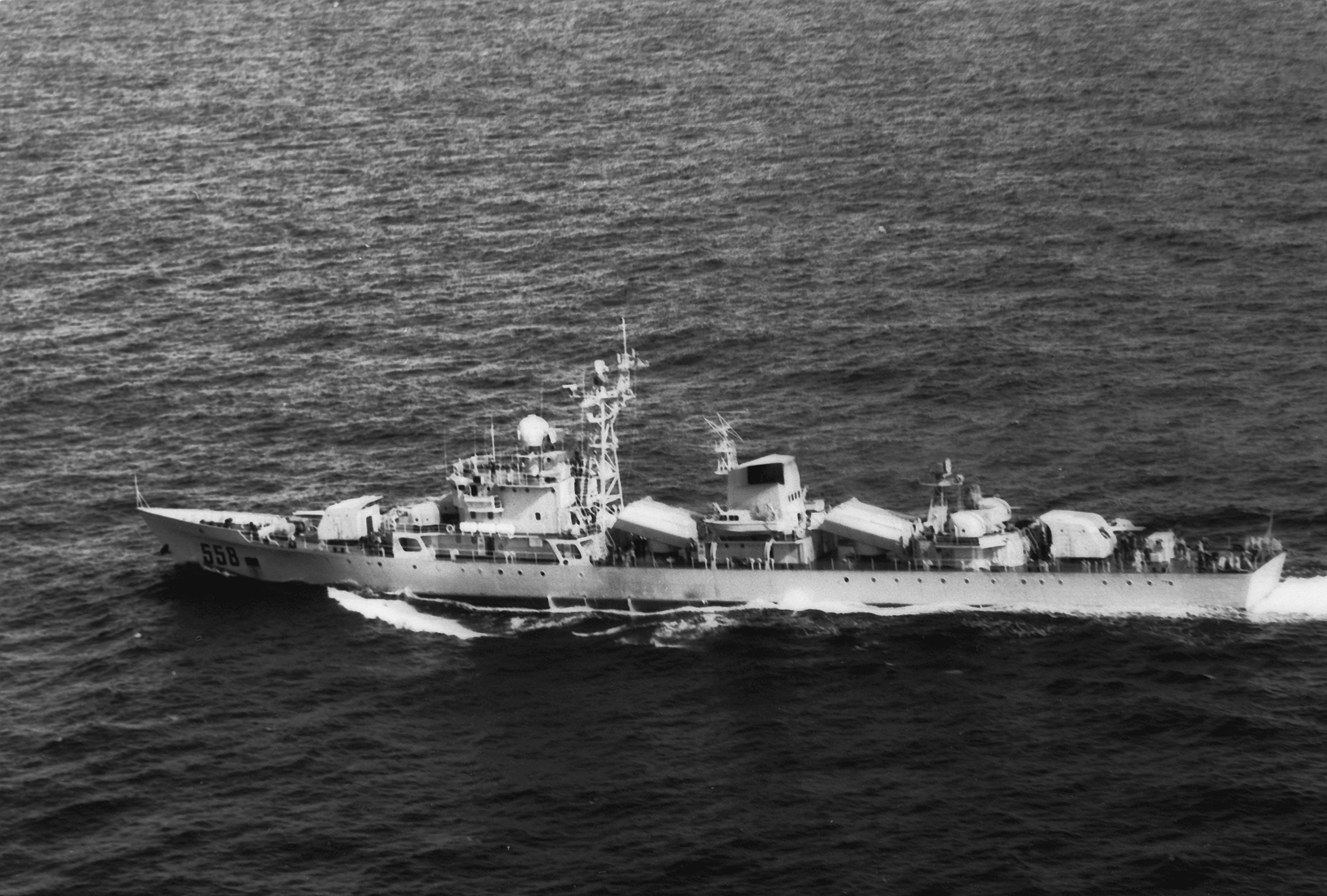
Zigong (558) был вооружён четырьмя противокорабельными ракетами SY-1.

В 1970-х годах ВМС Китая вывели из эксплуатации многие старые фрегаты, и Институт № 701 разработал в качестве замены для них фрегат типа 053H, где буква H означало китайское слово, звучащее как Hai и обозначавшее противокорабельную функцию корабля. По первоначальному проекту корабль был вооружен четырьмя противокорабельными ракетами SY-1 в двух спаренных коробчатых пусковых установках, двумя одиночными 100-мм и шестью спаренными 37-мм орудиями, глубинными бомбами и противолодочными реактивными бомбами малой дальности. Type 053H получил кодовое название НАТО Jianghu-I (Цзянху-I). Первый корабль был построен на верфи Hudong и поступил на вооружение в середине 1970-х годов. Было построено 12 единиц, которые поступили на вооружение Восточного флота ВМС Китая.
Type 053H был улучшен в четырех последовательных подклассах, получив кодовые названия НАТО от Jianghu-II (Цзянху-II) до Jianghu-V (Цзянху-5). На смену Type 053H пришли первые многоцелевые фрегаты ВМС Китая, фрегаты Type 053H2G и Type 053H3.

### Фрегат типа 053Н2
Тип 053H2 (кодовое название НАТО Jianghu-III) представляет собой улучшенную версию фрегатов Type 053H1. Верфь Hudong построила три единицы для ВМС Китая и четыре для Королевского флота Таиланда в период с 1985 по 1992 год. В 2013 году два фрегата ВМС Китая Type 053H2 были переданы ВМС Бангладеш. По сути Type 053H2 представляет собой фрегат противолодочной обороны для прибрежной зоны, отличающийся сложной системой боевого управления и расширенными возможностями радиоэлектронной борьбы и противодействия.

#### Зарубежные продажи
Китайцы продали Type 053H и его производные иностранным флотам. Один модернизированный Type 053H1 и два Type 053H2 были проданы ВМС Бангладеш, а два модернизированных Type 053H — ВМС Египта. Гидролокаторы этих кораблей — Echo Type 5, развитие на базе БИС гидролокатора EH-5, используемого на Jianghu-III. Корабль также был оснащён РЛС управления артиллерийским огнем Type 343 и противокорабельными ракетами Silkworm.
Королевский флот Таиланда получил четыре новых Type 053T (на основе последнего на тот момент подтипа Type 053H2) в начале 1990-х годов. Каждый стоил 2 млрд тайских батов. Два были оснащены кормовыми вертолетными палубами. Гидролокатор на этих кораблях — SJD-5A, дальнейшее развитие гидролокаторов Echo Type 5 на кораблях того же класса, проданных военно-морским силам Египта и Бангладеш, на элементной базе СБИС.
К середине 1990-х ВМС Таиланда снова заказали две единицы с расширенным корпусом Type 053, которые получили название F25T Naresuan. Генеральным конструктором фрегата F25T является г-н Чжу Инфу (朱英富). F25T были оснащены западными двигателями и вооружением, а их строительство контролировалось техническими консультантами немецкой судостроительной промышленности. Сонарами на этих F25T являются SO-7H, китайская версия французского DUBA25.

### Переводы в береговую охрану
В 2007 году фрегаты Type 053H «509» и «510» были переданы Береговой охране Китая и перенумерованы в патрульные корабли «1002» и «1003». Надстройка была сильно изменена. Вооружение сводилось к небольшому орудию на носу и крупнокалиберным пулеметам; часть освободившегося пространства использовалась для размещения небольших патрульных катеров и расширения помещений для экипажа.

### Передача в ВМС Бангладеш
Один подержанный фрегат Type 053H1 был в 1989 году продан ВМС Бангладеш как BNS Osman. Это был первый фрегат с управляемыми ракетами, поступивший на вооружение ВМС Бангладеш. В 2013 году два фрегата Type 053H2 были переданы ВМС Бангладеш как BNS Abu Bakr и BNS Ali Haider соответственно.

### Передача в Мьянму
В 2012 году два фрегата Type 053H1, Anshun (FFG 554) и Jishou (FFG 557), были переданы ВМС Мьянмы как UMS Mahar Bandoola (F-21) и UMS Mahar Thiha Thura (F-23) соответственно.

### Инциденты
11 июля 2012 года корабль Jianghu-V, Dongguan (560), сел на мель на мелководье у побережья Филиппин. Район, где произошел инцидент, известный как Отмель Полумесяца (отмель Хаса Хаса на Филиппинах) на островах Спратли, находится в 60 милях к западу от Ризала, Палаван. К 15 июля корабль был снят с мели и возвратился в порт без потерь и с незначительными повреждениями. Конфронтации по поводу территориальных споров в Южно-Китайском море и, в частности, спорного статуса островов Спратли, участились в последние годы и вызвали заметные трения на саммите АСЕАН 2012 г. в Пномпене, проходившем одновременно с инцидентом.

## Версии
- Тип 6601 (Чэнду)

Завершены как фрегаты типа «Рига». Чуть более сильно вооруженный, чем советский тип «Рига» (проект 50), он основан на том, что две спаренные 25-мм артиллерийские установки на исходном классе «Рига» заменены второй парой спаренных 37-мм артиллерийских установок на классе "Чэнду ". Кроме того, исходные противолодочные пусковые установки РБУ-2500 на исходных типах «Рига» заменены на РБУ-1200 на Типе 6601. Все корабли в начале 1970-х годов были реклассифицированы в Type 01.
- Тип 01 (Чэнду)

К началу 1970-х годов класс Type 6601 прошел модернизацию середины срока службы: их торпедные аппараты были заменены сдвоенной пусковой установкой для противокорабельных ракет SY-1 . Хотя эти корабли были переименованы в Type 01, они по-прежнему назывались классом Chengdu. Они прослужили в ВМС Китая до 1980-х годов.
- Тип 065 (Цзяннань)

Создан на основе кораблей типа 6601/01. Проектирование началось в декабре 1962 года 701-м институтом в Ухане, строительство — в августе 1964 года, первый корабль был введен в эксплуатацию 1 августа 1966 года. Приводится в действие модифицированным гражданским дизельным двигателем, а не паровыми турбинами военного класса. Главные орудия были установлены одно в носовой части и две в кормовой вместо двух в носовой части и одной в кормовой на «Риге». Полностью выведен из эксплуатации в 1980-х годах, но остался в качестве учебных, музейных кораблей и кораблей по связям с общественностью. Корабли остаются в реестре ВМС Китая, и их содержание в музеях обеспечивается ВМС Китая.
- Тип 053K (Цзяндонг)

Фрегат ПВО, вооруженный двумя спаренными пусковыми установками зенитных ракет HQ-61. Всего построено две единицы, обе выведены из эксплуатации в начале 1990-х годов. Yingtan (531) является экспонатом музея в Циндао; ВМС Китая сохраняет за собой право собственности и обеспечивает содержание корабля.
- Тип 053H (Цзянху-I)

Противокорабельный фрегат «массового производства», конструкция и оборудование которого безнадежно устарели еще до того, как был построен первый корабль. Единственным намеком на современность были четыре противокорабельных ракеты SY-1 в двух спаренных пусковых установках. Остальное вооружение состояло из двух одиночных 100-мм орудий двойного назначения с ручным наведением и с управлением огнем с помощью очень простого стереоскопического дальномера, что обеспечивало эффективный огонь по надводным целям только в светлое время суток и в ясную погоду. Все шесть спаренных 37-мм зенитных орудий малой дальности управлялись локально, что сильно ограничивало их эффективность. Эти корабли оснащены китайским гидролокатором SJD-3, который является модификацией советского гидролокатора Tamir-11 (MG-11, по классификации НАТО Stag Hoof). Вместо жёсткого крепления к корпусу SJD-3 имеет телескопическую руку, которая в рабочем режиме опускает гидролокатор на несколько метров ниже корпуса, что увеличивает дальность обнаружения за счет уменьшения помех создаваемых корпусом. Противолодочное вооружение было ограничено реактивными бомбомётами малой дальности и глубинными бомбами. Средства борьбы за живучесть были минимальными. Все выведены из эксплуатации, кроме одного, оставленного в качестве экспериментальной платформы.
- Тип 053H1 (Цзянху-II)

Улучшенный тип 053H с более новой электроникой, двигателем и оборудованием для пополнения запасов на ходу. Гидролокатор для Jianghu-II — SJD-5, который является китайской доработкой советского Tamir-11 (MG-11) (по классификации НАТО Stag Hoof) с заменой транзисторами электронных ламп в оригинальном советском MG-11. Вооружен шестью ПКР SY-2 в двух трехконтейнерных пусковых установках.
Zhaotong (555) был модифицирован более совершенными системами в качестве испытательного стенда. К его 37-мм зенитным артустановкам были добавлены ЗРК PL-9C .
2007 году оставались в эксплуатации 8 единиц.
- Тип 053H2 (Цзянху-III)

Разработан на основе расширенного корпуса Type 053 и демонстрирует европейское влияние. Считается первым «современным» китайским фрегатом с герметичными кабинами, центральным кондиционированием воздуха, защитой от ОМП и интегрированной боевой системой (британской CTC-1629 / китайской ZKJ-3A). Сонар для Jianghu-III — EH-5, развитие более раннего SJD-5, использовавшегося на Jianghu-II, с интегральными схемами, заменяющими транзисторы. Вооружен двумя четырехконтейнерными ракетными установками, несущими ракеты класса «земля-земля» (SSM) YJ-8 или YJ-82, и четырьмя 100-мм орудиями Type 79A в двух двухорудийных башнях. Три из них находились на вооружении Восточного флота в 1997 г.
- Тип 053H1Q (Цзянху-IV)

Модифицированный Type 053H с заменой кормового вооружения на вертолетную палубу для вертолета Harbin Z-9. Вооружен одной двухконтейнерной пусковой установкой SY-1 SSM и компактной 100-мм пушкой французского производства. Был построен только один корабль, Siping (544), который служил на Северном флоте. Этот корабль был переименован в Lushun в июле 2010 года, а затем передан Китайской военно-морской академии в качестве учебного корабля.
- Тип 053H1G (Цзянху-V)

Первоначально разрабатывался как дешёвый вариант на базе Type 053H1. Шесть единиц были построены на верфи Huangpu в Гуанчжоу в 1990-х годах для удовлетворения острой потребности Южного флота в кораблях. Включены улучшения по сравнению с Type 053H2, в том числе герметичные кубрики, центральное кондиционирование воздуха, защита от ОМП и интегрированная боевая система. Гидролокатор для Jianghu-V — это EH-5A, последний вариант семейства SJD-5/EH-5/Echo Type 5 с высокой степенью цифровизации. Первоначально был вооружен шестью устаревшими SY-1A в двух трехконтейнерных пусковых установках, позже был модернизирован до восьми YJ-83 SSM в двух четырехконтейнерных ПУ.
- Тип 053H2G (Цзянвэй-I)

- Тип 053H3 (Цзянвэй-II)

- Фрегаты типа Наресуан

### Галерея

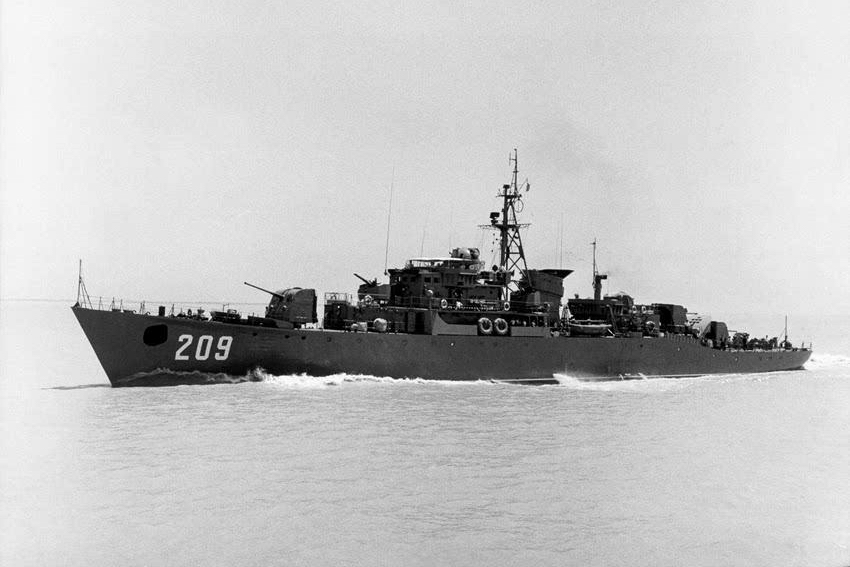
Тип 065 ПЛАНЫ Хайкоу (FFG-529)
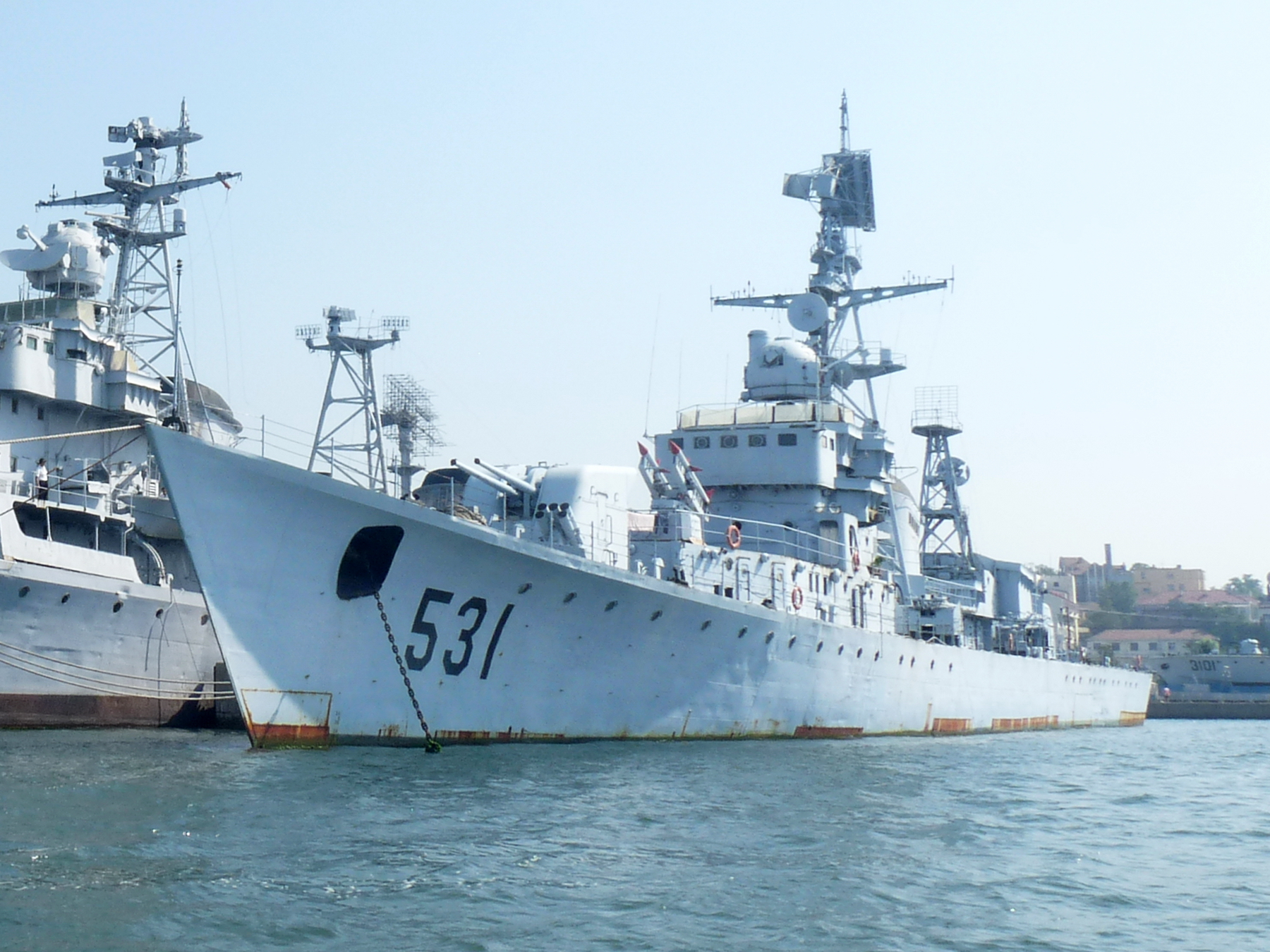
Тип 053К (FFG-531)
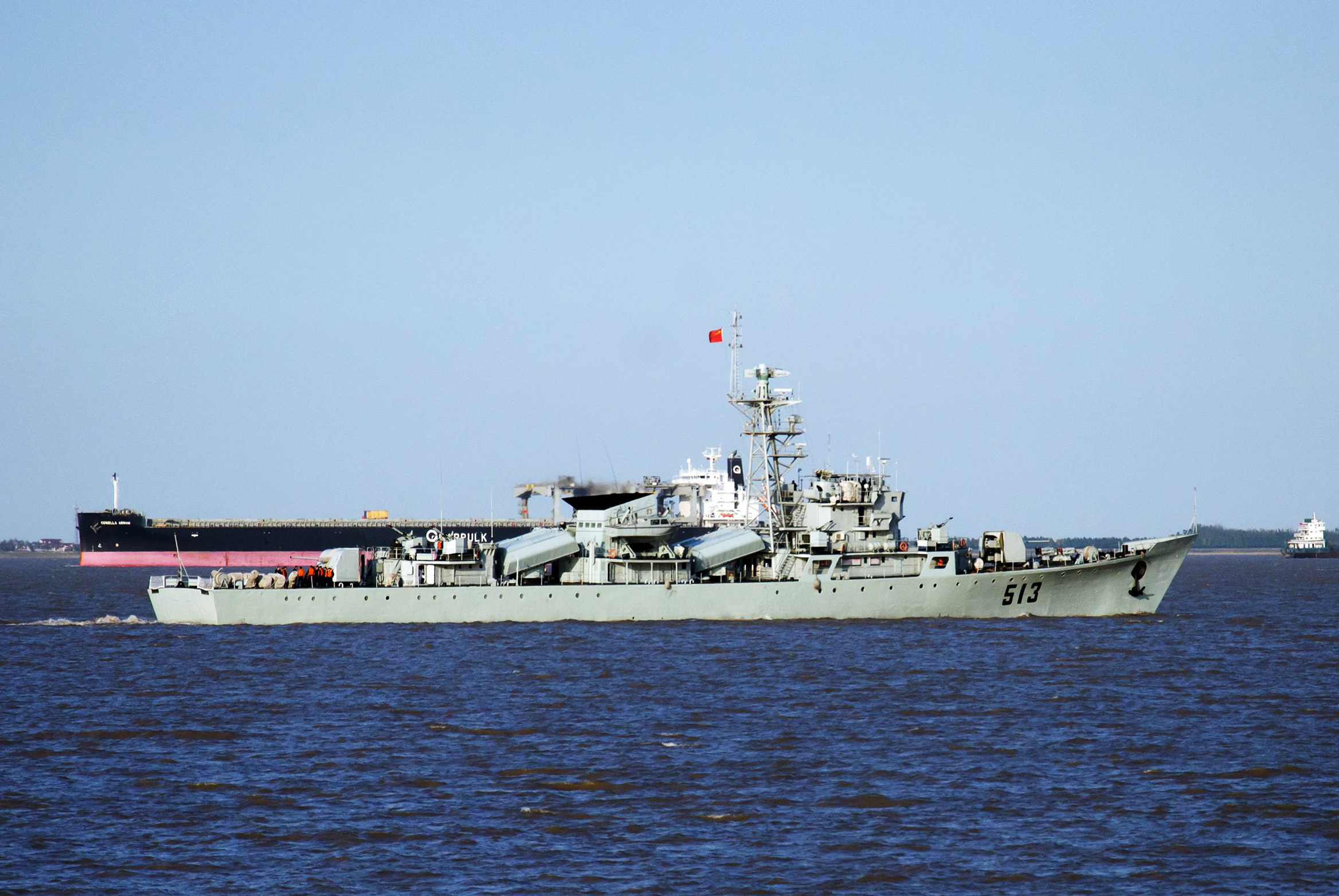
Тип 053H ПЛАНЫ Huai'an (FFG-513)
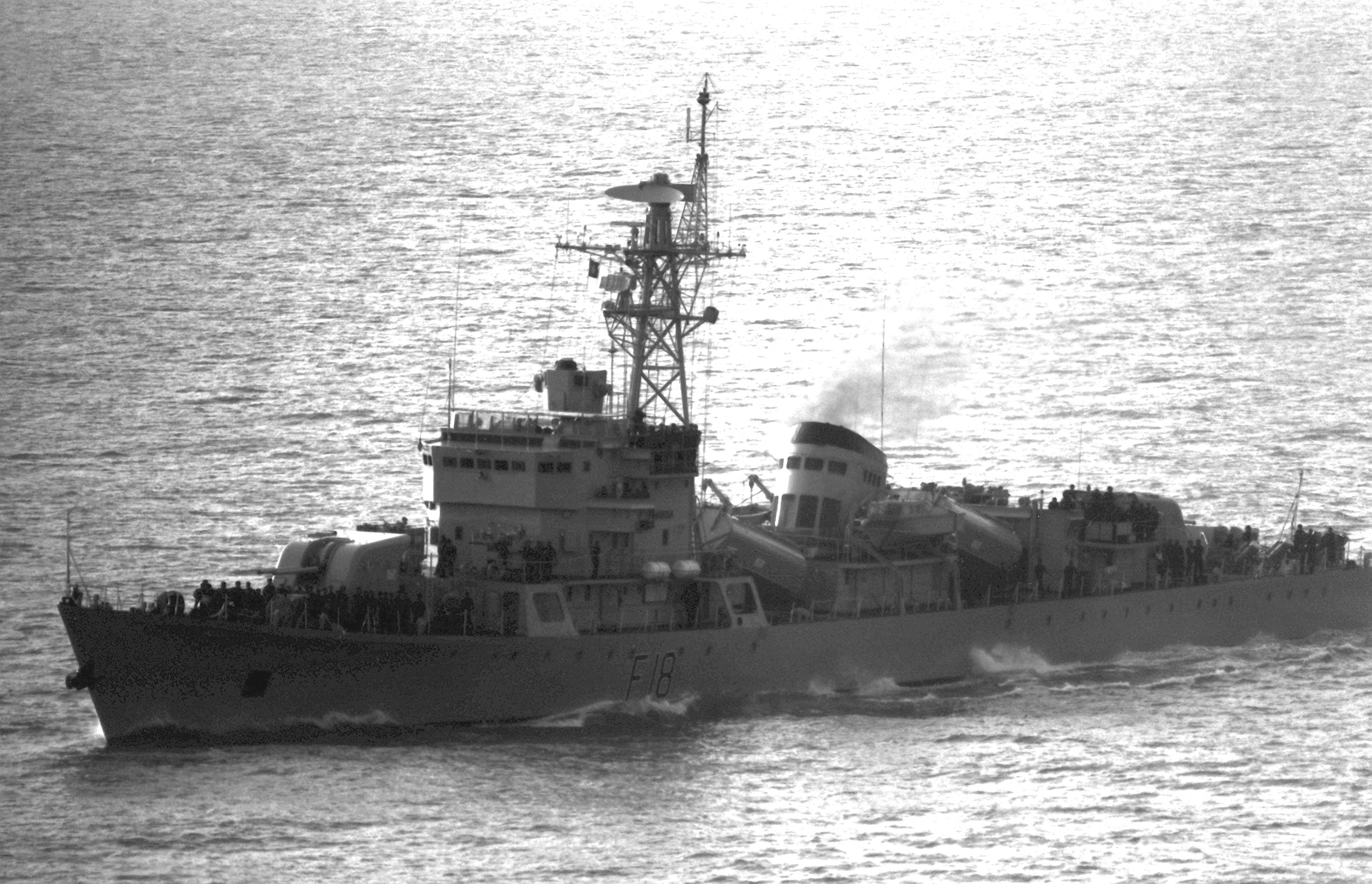
Тип 053H1 БНС Осман (F-18)
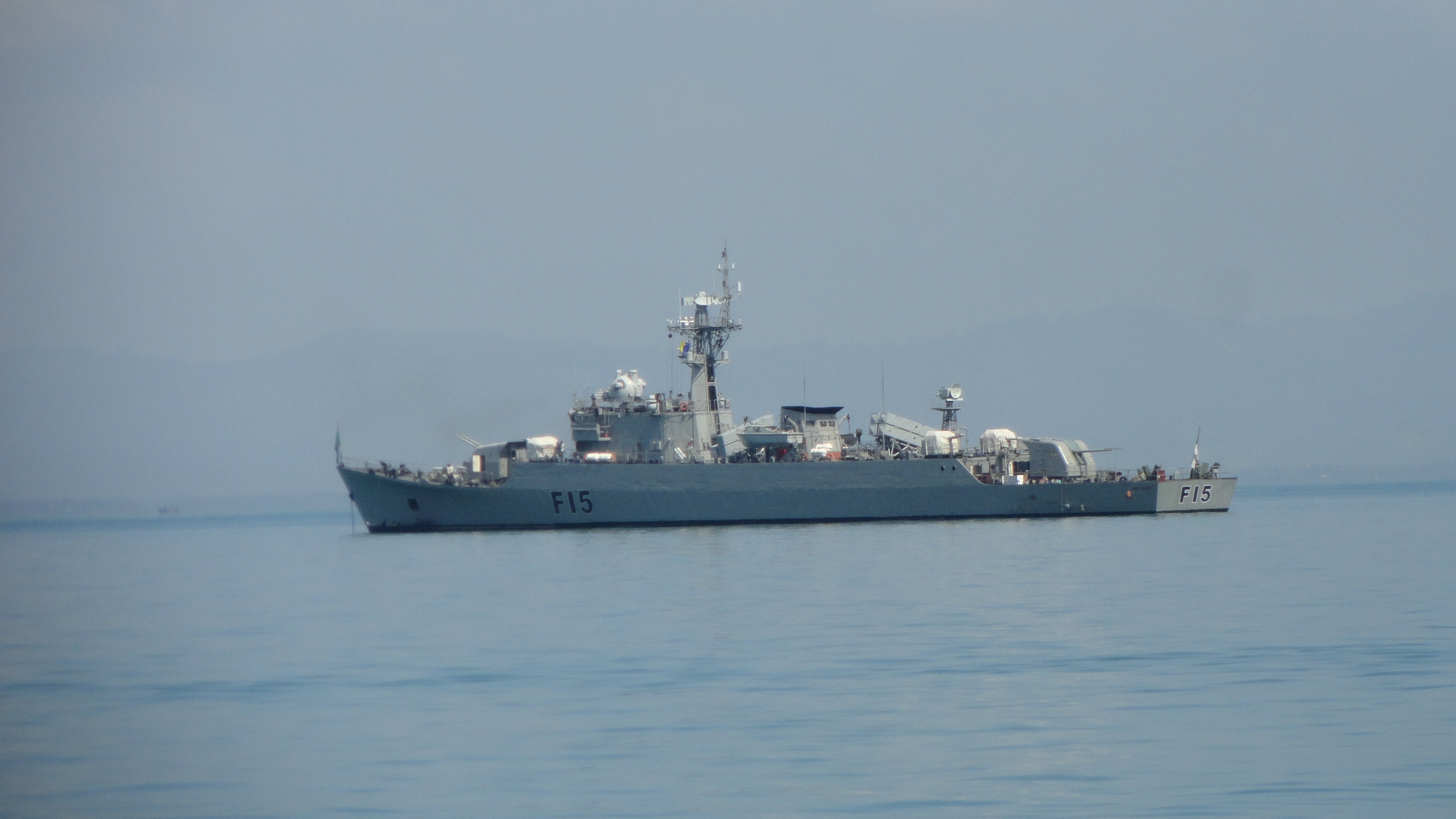
Фрегат Type 053H2 BNS Abu Bakr в Бенгальском заливе
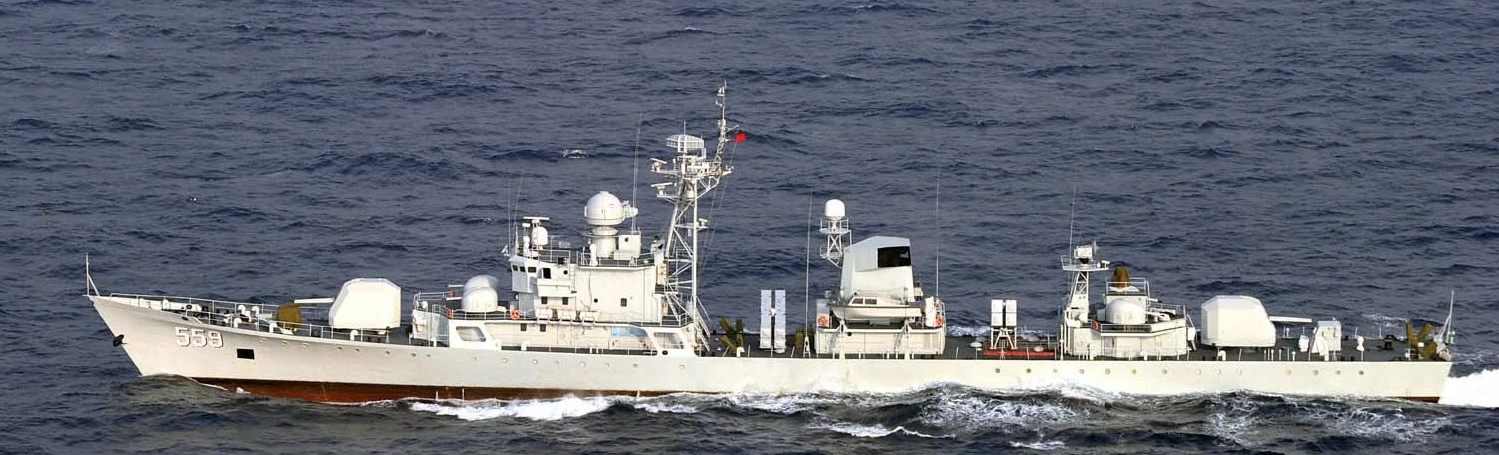
Тип 053Х1Г (ФФГ-559)

## Общие характеристики
|                                         | Тип 053К                                  | Тип 053H                                            | Тип 053H1                                           | Тип 053H1Q                                          | Тип 053H2                                           | Тип 053H1G                                          |
| --------------------------------------- | ----------------------------------------- | --------------------------------------------------- | --------------------------------------------------- | --------------------------------------------------- | --------------------------------------------------- | --------------------------------------------------- |
| Обозначение НАТО                        | Jiandong                                  | Jianghu-I                                           | Jianghu-II                                          | Jianghu-IV                                          | Jianghu-III                                         | Jianghu-V                                           |
| В строю                                 | 1975                                      | 1975                                                | 1982                                                | 1985                                                | 1986                                                | 1993                                                |
| Количество                              | 2                                         | 14                                                  | 9                                                   | 1                                                   | 3                                                   | 6                                                   |
| Водоизмещение, т - стандартное - полное | 1674 1924                                 | 1425 1702                                           | 1420 1700                                           | 1720 1960                                           | 1720 1960                                           | 1674 1960                                           |
| Длина, м                                | 103                                       | 103                                                 | 103                                                 | 103                                                 | 103                                                 | 103                                                 |
| Ширина, м                               | 10,8                                      | 10,8                                                | 10,8                                                | 10,8                                                | 10,8                                                | 10,8                                                |
| Осадка, м                               | 3,1                                       | 3,1                                                 | 3,1                                                 | 3,1                                                 | 3,1                                                 | 3,1                                                 |
| Дизели                                  | 2 × 12PA6 SEMT Pielstick 2 × 8000 л. с.   | 2 × 12E390V 2 × 7200 л. с.                          | 2 × 12E390V 2 × 7200 л. с.                          | 2 × 18E90V 2 × 7200 л. с.                           | 2 × 18E90V 2 × 7200 л. с.                           | 2 × 12E390V 2 × 7200 л. с.                          |
| Движители                               | 2 винта                                   | 2 винта                                             | 2 винта                                             | 2 винта                                             | 2 винта                                             | 2 винта                                             |
| Скорость, уз                            | 26                                        | 26                                                  | 26                                                  | 26                                                  | 26                                                  | 26                                                  |
| Дальность хода, морских миль            | 4000 (15 уз.) 1800 (25 уз.)               | 4000 (15 уз.) 2700 (18 уз.)                         | 4000 (15 уз.) 2700 (18 уз.)                         | 4000 (15 уз.) 2700 (18 уз.)                         | 4000 (15 уз.) 2700 (18 уз.)                         | 4000 (15 уз.) 2700 (18 уз.)                         |
| Экипаж (офицеры), чел.                  | 185                                       | 200 (30)                                            | 200 (30)                                            | 200 (30)                                            | 200 (30)                                            | 200 (30)                                            |
| Вооружение                              |                                           |                                                     |                                                     |                                                     |                                                     |                                                     |
| ПКР                                     | —                                         | 2 × 2 SY-2                                          | 2 × 2 HY-2                                          | 2 × 4 C-802                                         | 2 × 4 C-801                                         | 2 × 2 HY-2                                          |
| ЗРК                                     | 2 × 2 HQ-61B                              | —                                                   | —                                                   | —                                                   | —                                                   | —                                                   |
| АУ                                      | 2 × 2 × 100-мм/56                         | 2 × 1 × 100-мм/56                                   | 2 × 2 × 100-мм/56                                   | 2 × 2 × 100-мм/56                                   | 2 × 2 × 100-мм/56                                   | 2 × 2 × 100-мм/56                                   |
| ЗАУ                                     | 4 × 2 × 37-мм                             | 6 × 2 × 37-мм                                       | 4 × 2 × 37-мм                                       | 4 × 2 × 37-мм/63                                    | 4 × 2 × 37-мм/63                                    | 4 × 2 × 37-мм                                       |
| ПЛО                                     | 2 × РБУ-1200 2 × б/сб BMB-2 Рельсы для ГБ | 2 × РБУ-1200 2 × б/сб BMB-2 Рельсы для ГБ до 60 мин | 2 × РБУ-1200 2 × б/сб BMB-2 Рельсы для ГБ до 60 мин | 2 × РБУ-1200 2 × б/сб BMB-2 Рельсы для ГБ до 60 мин | 2 × РБУ-1200 2 × б/сб BMB-2 Рельсы для ГБ до 60 мин | 2 × РБУ-1200 2 × б/сб BMB-2 Рельсы для ГБ до 60 мин |
| БИУС                                    |                                           |                                                     |                                                     | ZKJ-3                                               | ZKJ-3                                               |                                                     |
| Контрмеры                               | ?                                         | 2 × 6 RBOC Mk33 или 2 × 2б                          | 2 × 6 RBOC Mk33 или 2 × 2б                          | 2 × 2б                                              | 2 × 2б                                              | 2 × 6 RBOC Mk33 или 2 × 2б                          |
| ESM                                     | 2 × Jug Pair                              | Jug Pair или Watchdog                               | Jug Pair или Watchdog                               | Elettronica Newton                                  | Elettronica Newton                                  | Jug Pair или Watchdog                               |
| ECM                                     |                                           |                                                     |                                                     | Type 981                                            | Type 981                                            |                                                     |
| Средства обнаружения                    |                                           |                                                     |                                                     |                                                     |                                                     |                                                     |
| РЛС 3D обзора                           | Type 381A                                 | —                                                   | Type 517                                            | Type 517                                            | Type 517                                            | Type 517                                            |
| РЛС воздух/поверхность                  |                                           | Type 354                                            | Type 354                                            | Type 354                                            | Type 354                                            | Type ?                                              |
| РЛС поверхность/СУО                     | Type 352                                  | Type 352                                            | Type 352                                            | Type 352                                            | Type 352                                            | Type 352                                            |
| Навигационные РЛС                       | Type 707                                  | Don-2r или Type 707 или Racal Decca                 | Don-2r или Type 707 или Racal Decca                 | Type 707                                            | Type 707                                            | Don-2r или Type 707 или Racal Decca                 |
| Система опознавания «свой-чужой»        | Ski Pole Yard Rake                        | High Pole или Yard Rake или Square Head             | High Pole или Yard Rake или Square Head             | High Pole A Square Head                             | High Pole A Square Head                             | High Pole или Yard Rake или Square Head             |
| ГАС                                     | Pegas-2M Tamir-2                          | Echo Type 5                                         | Echo Type 5                                         | Echo Type 5                                         | Echo Type 5                                         | Echo Type 5                                         |
| Управление огнём                        |                                           |                                                     |                                                     |                                                     |                                                     |                                                     |
| — артиллерия                            | Type 343 Type 341                         | Wok Won                                             | Type 343 Type 341                                   | Type 343 Type 341                                   | Type 343 Type 341                                   | Type 343 Type 341                                   |
| — ЗРК                                   | 2 × Type 342                              | —                                                   | —                                                   | —                                                   | —                                                   | —                                                   |

|                    | Тип 053К | Тип 053H | Тип 053H2 |
| ------------------ | --- | --- | --- |
| Водоизмещение      | - 1674 т (нормальное) - 1924 т (полное) | - 1457 т (нормальное) - 1702 т (полное) | - 1720 т (нормальное) - 1960 т (полное) |
| Длина              | 103,2 м | 103,2 м | 103,2 м |
| Луч                | 10,7 м | 10,8 м | 11,3 м |
| Черновик           | 3,1 м | 3,05 м | 3,19 м |
| Силовая установка  | 2 дизеля SEMT Pielstick 16PA6 х 16 000 л. с. | - 2 х 12E390 ВА, 880 кВт (7 885 л. с.) при 480 об/мин. - 4 дизель-генератора SEMT Pielstick 16PA6V280BTC (производство по лицензии Shaanxi Diesel Engine Works). | 2 х 12E390 ВА, 880 кВт (7 885 л. с.) при 480 об/мин. |
| Дальность плавания | - 4000 м миль (15 уз.) - 1800 м миль (25 уз.) | | |
| Скорость           | - 26 уз. (проект) - 30 уз. (испытания) | 26 уз. | 26,5 уз. |
| Экипаж             | 185 | 190 | 190—200 |
| Электроника        | | - Радар Type 354 (Eye Shield) 2D поиск в воздухе / над поверхностью - Радар Тип 352 (квадратный галстук) - Радар G/H-диапазона для SSM и 100 наведение пушки мм - Гидролокатор многоцелевой на корпусе EH-5 - Система перехвата Jug Pair ECM/EW - Система боевых данных ZKJ-3 (с заявленной скоростью 1 Мбит / с) в некоторых частях - Канал передачи данных : HN-900 (китайский аналог Link 11 A/B, подлежит обновлению) - Связь : SNTI-240 SATCOM | - Радар Тип 354 (Eye Shield) 2D поиск воздуха / поверхности, I-диапазон - Тип 517H-1 (Knife Rest) 2D дальний воздушный поиск, диапазон A - Тип 352 РЛС (Square Tie) надводная поисковая система управления огнем, I-диапазон - РЛС управления огнем Тип 343 (Wasp Head), G/H-диапазон - 2 х РЛС управления огнем Тип 341 для двойной 37 мм зенитная пушка - 2 навигационных радара Racal RM-1290 I-диапазона - Гидролокатор средних частот SJD-5 - Гидролокатор-разведчик SJC-1B - Гидролокатор связи SJX-4 - Боевая информационная система CTC-1629 (или китайская копия ZKJ-3A) - Канал передачи данных : HN-900 (китайский аналог Link 11 A/B, подлежит обновлению) - Связь : SNTI-240 SATCOM - Комплекс РЭБ перехвата RWD-8 (Jug Pair) - Приемник радиолокационного предупреждения тип 9230И - Тип 651А МКФ |
| Вооружение         | - 2 х твин 100 пушка (22 пробег км) - 2-4 спаренных 37-мм ААА (8,5 пробег км) - 2 спаренных ЗРК HQ-61B (10 пробег км) - 2 x Type 62, 5-трубный ASW RL (1,2 пробег км) - стойка постоянного тока | - 6 х SY-1 SSM - 2 × 100 мм пушка - 4 х двойной 37 мм зенитные орудия - 2 х Тип 81 (РБУ-1200) 5-трубных ПЛО РЛ (30 ракет) или 2 х Тип 3200 6-трубных ПЛО РЛ (36 ракет) - 2 x 5-ствольные минометные установки Type 62 A/S - 2 стойки для глубинных бомб (DC) и проектор | - 8 х YJ-8 или YJ-82 SSM - 2 х Тип 79А двойной-100 мм пушка - 4 х Тип 76 двойной-37 мм зенитные орудия - 2 х 5-ствольных противолодочных гранатомета Тип 81 (30 выстрелов) - 4 проектора Type 64 DC - 2 стойки постоянного тока - 2 x Mk-36RBOC 6-ствольные ложные ракетные установки |

## Состав серии

### Тип 053K (Jiandong)
| № | Номер | Название    | Верфь  | Спущен  | В строю | Списан  | Флот      | Примечание                    |
| - | ----- | ----------- | ------ | ------- | ------- | ------- | --------- | ----------------------------- |
| 1 | 531   | 鹰潭 Интань | Худонг | 10.1971 | 03.1975 | 07.1994 | Восточный | Сохранился как корабль-музей. |
| 2 | 532   | ?           | Цюсинь | 05.1975 | 07.1977 | 06.1986 | Восточный |                               |

### Type 053H (Jianghu-I)
| Number | Pennant Number | Name             | Builder | Launched         | Commissioned      | Fleet           | Status |
| ------ | -------------- | ---------------- | ------- | ---------------- | ----------------- | --------------- | --- |
| 1      | 516            | 九江 / Jiujiang  | Hudong  | 28 June 1975     | 31 December 1975  | East Sea Fleet  | Decommissioned on June 12, 2018. Ex-Changsha, renamed on August 1, 1981. Converted into fire support ship with MRL’s in 2002.             |
| 2      | 515            | 厦门 / Xiamen    | Hudong  | 27 October 1975  | 31 December 1975  | East Sea Fleet  | Decommissioned in August 2013. Preserved as a museum ship.                                                                                |
| 3      | 517            | 南平 / Nanping   | Hudong  | 16 April 1976    | 31 October 1977   | East Sea Fleet  | Active. Transferred to Chinese Naval Academy as training ship in 2012.                                                                    |
| 4      | 511            | 南通 / Nantong   | Hudong  | 9 November 1976  | 31 March 1977     | East Sea Fleet  | Decommissioned in August 2012. |
| 5      | 513            | 淮安 / Huai'an   | Hudong  | 19 April 1977    | 31 December 1977  | East Sea Fleet  | Decommissioned on 20 May 2013. Ex-Huaiyin, renamed on December 20, 2006. Transferred to University of Naval Engineering as training ship. |
| 6      | 512            | 无锡 / Wuxi      | Hudong  | 27 July 1977     | 14 December 1978  | East Sea Fleet  | Decommissioned on 16 August 2012. |
| 7      | 514            | 镇江 / Zhenjiang | Hudong  | 11 February 1978 | 25 January 1979   | East Sea Fleet  | Decommissioned on 12 May 2013. Used as a target ship.                                                                                     |
| 8      | 518            | 吉安 / Ji'an     | Hudong  | 10 July 1978     | 31 March 1979     | South Sea Fleet | Decommissioned in 2012. After retiring, settled in Wuxue Binjiang Park National Defense Education Base.                                   |
| 9      | 510            | 绍兴 / Shaoxing  | Hudong  | 26 January 1979  | 30 June 1979      | South Sea Fleet | Decommissioned in March 2007. Transferred to Coast Guard as Coast Guard Patrol Ship #1003.                                                |
| 10     | 509            | 常德 / Changde   | Hudong  | 29 April 1979    | 30 September 1979 | South Sea Fleet | Decommissioned in March 2007. Transferred to Coast Guard as Coast Guard Patrol Ship #1002.                                                |
| 11     | 519            | 长治 / Changzhi  | Hudong  | 24 July 1979     | 16 December 1979  | North Sea Fleet | Active. Reserved as an experiment platform.                                                                                               |
| 12     | 520            | 开封 / Kaifeng   | Hudong  | 7 October 1979   | 28 June 1980      | North Sea Fleet | Decommissioned in 1992. Running aground on reef in 1985. Scrapped.                                                                        |
| 13     | 551            | 茂名 / Maoming   | Hudong  | 10 May 1980      | 30 September 1980 | South Sea Fleet | Decommissioned in October 2012. Scrapped.                                                                                                 |
| 14     | 552            | 宜宾 / Yibin     | Hudong  | 17 July 1980     | 19 December 1980  | South Sea Fleet | Decommissioned in October 2012. Scrapped.                                                                                                 |

### Тип 053H1 (Jianghu-II)
| Число | Номер вымпела | Имя                              | Строитель | Запущен            | Введен в эксплуатацию | Флот                   | Статус                                                                                                |
| ----- | ------------- | -------------------------------- | --------- | ------------------ | --------------------- | ---------------------- | --- |
| 1     | 533           | 台州 / Тайчжоу                   | Худонг    | 13 декабря 1981 г. | 30 июня 1982 г.       | Восточный морской флот | Списан 13 июля 2019 года. Бывший Нинбо, переименованный 6 марта 2003 г.                               |
| 2     | 534           | 金华 / Цзиньхуа                  | Худонг    | 21 мая 1982 г.     | 13 декабря 1982 г.    | Восточный морской флот | Списан 13 июля 2019 года. Планируется перевезти ее в Хэндянь в качестве корабля-музея.                |
| 3     | 543           | 丹东 / Даньдун                   | Худонг    | 25 января 1985 г.  | 30 мая 1985 г.        | Северный морской флот  | Списан в мае 2021 года. Переехал в Даньдун как корабль-музей.                                         |
| 4     | 553           | 韶关 / Шаогуань                  | Худонг    | 2 мая 1985 г.      | 24 сентября 1985 г.   | Южный морской флот     | Активный.                                                                                             |
| 5     | 554           | 安顺 / <i id="mwAuI">Аньшунь</i> | Худонг    | 10 марта 1986 г.   | 27 июня 1986 г.       | Южный морской флот     | Списан в марте 2012 года. Передан ВМС Бирмы как UMS <i id="mwAuk">Maha Bandula</i> (F21) .            |
| 6     | 555           | 昭通 / Чжаотун                   | Худонг    | 7 сентября 1986 г. | 24 марта 1987 г.      | Южный морской флот     | Списан 29 апреля 2021 г.                                                                              |
| 7     | 545           | 临汾 / Линьфэнь                  | Худонг    | 9 ноября 1986 г.   | 30 сентября 1987 г.   | Северный морской флот  | Списан 13 июля 2019 года.                                                                             |
| 8     | 556           | 湘潭 / <i id="mwAwM">Сянтань</i> | Худонг    | 14 июля 1987 г.    | 20 декабря 1987 г.    | Южный морской флот     | Списан в 1989 году. Передан ВМС Бангладеш как BNS <i id="mwAwo">Osman</i> (F18) . Списан в 2020 году. |
| 9     | 557           | 吉首 / <i id="mwAxA">Цзишоу</i>  | Худонг    | 8 ноября 1987 г.   | 15 июня 1988 г.       | Южный морской флот     | Списан в марте 2012 года. Передан ВМС Бирмы как UMS <i id="mwAxc">Maha Thiha Thura</i> (F23) .        |

### Тип 053H1Q (Jianghu-IV)
| Число | Номер вымпела | Имя                             | Строитель | Запущен             | Введен в эксплуатацию | Флот                  | Статус |
| ----- | ------------- | ------------------------------- | --------- | ------------------- | --------------------- | --------------------- | --- |
| 1     | 544           | 旅顺 / <i id="mwAyo">Лушунь</i> | Худонг    | 29 сентября 1985 г. | 24 декабря 1985 г.    | Северный морской флот | Ex- Siping, переименованный 28 июля 2010 г. Активный. В 2010 году передан Военно-морской академии Китая в качестве учебного корабля. |

### Тип 053H2 (Jianghu-III)
| Число | Номер вымпела | Имя                             | Строитель | Запущен            | Введен в эксплуатацию | Флот                   | Статус |
| ----- | ------------- | ------------------------------- | --------- | ------------------ | --------------------- | ---------------------- | --- |
| 1     | 535           | 黄石 / <i id="mwA0M">Хуанши</i> | Худонг    | 28 декабря 1985 г. | 14 декабря 1986 г.    | Восточный морской флот | Списан в апреле 2013 года. Продан ВМС Бангладеш как BNS <i id="mwA0s">Abu Bakr</i> (F15) .                     |
| 2     | 536           | 芜湖 / <i id="mwA1E">Уху</i>    | Худонг    | 9 августа 1986 г.  | 29 декабря 1987 г.    | Восточный морской флот | Списан в апреле 2013 года. Продан ВМС Бангладеш как BNS <i id="mwA1k">Ali Haider</i> (F17) .                   |
| 3     | 537           | 沧州 / Цанчжоу                  | Худонг    | 30 октября 1989 г. | 17 ноября 1990 г.     | Восточный морской флот | Списан в августе 2019 года. Бывший Чжоушань, переименованный 31 июля 2006 г. Передан Северному морскому флоту. |

### Тип 053H1G (Jianghu-V)
| Число | Номер вымпела | Имя             | Строитель | Запущен         | Введен в эксплуатацию | Флот                   | Статус                                                                           |
| ----- | ------------- | --------------- | --------- | --------------- | --------------------- | ---------------------- | -------------------------------------------------------------------------------- |
| 1     | 558           | 北海 / Бэйхай   | Хуанпу    | январь 1993 г.  | май 1993 г.           | Восточный морской флот | Бывший Zigong . Активный.                                                        |
| 2     | 560           | 东莞 / Дунгуань | Хуанпу    | март 1993 г.    | Октябрь 1993 г.       | Южный морской флот     | Списан в феврале 2020 г.                                                         |
| 3     | 561           | 汕头 / Шаньтоу  | Хуанпу    |                 | Октябрь 1993 г.       | Южный морской флот     | Списан в феврале 2020 г.                                                         |
| 4     | 559           | 佛山 / Фошань   | Хуанпу    | декабрь 1993 г. | июнь 1994 г.          | Восточный морской флот | Бывший Кандин . Активный                                                         |
| 5     | 562           | 江门 / Цзянмэнь | Хуанпу    |                 | 1995 г.               | Южный морской флот     | Активный. Передан Китайской военно-морской академии в качестве учебного корабля. |
| 6     | 563           | 肇庆 / Чжаоцин  | Хуанпу    |                 | 1995 г.               | Южный морской флот     | Активный. Передан Китайской военно-морской академии в качестве учебного корабля. |

### Служба в иностранных флотах
11 всего:
- ВМС Бангладеш 
  - BNS Osman (F18) (Type 053H1): бывший PLAN Xiangtan (556), продан Бангладеш в 1989 году. Списан в 2020 году.
  - BNS Abu Bakr (F15) (Type 053H2): бывший PLAN Huangshi (535), продан Бангладеш в 2013 году.
  - BNS Ali Haider (F17) (Type 053H2): бывший PLAN Wuhu (536), продан Бангладеш в 2013 году.
- ВМС Мьянмы
  - UMS Maha Bandula (F21) (Type 053H1): бывший PLAN Anshun (554), продан Бирме в 2012 году.
  - UMS Maha Thiha Thura (F23) (Type 053H1): бывший PLAN Jishou (557), продан Бирме в 2012 году.
- ВМС Египта 
  - ENS Najim al-Zafir (951) (Type 053HE): списан.
  - ENS Al-Nasser (956) (Тип 053HE): Списан.
- Королевский флот Таиланда 
  - HTMS Chao Phraya (455) (Type 053HT): основан на Type 053H2 (Jianghu-III), построен на экспорт в 1991 году как 053T (T = Таиланд).
  - HTMS Bangpakong (456) (тип 053HT): то же, что и выше.
  - HTMS Kraburi (457) (Тип 053HT(H)): улучшенная конструкция 053HT-H, построена в 1992 году на экспорт. Вертолетная площадка + SSM YJ-81 (C-801).
  - HTMS Saiburi (458) (тип 053HT(H)): то же, что и выше.

## Номенклатура
Название фрегатов Type 053/Type 6601/Type 065 отражало политические потрясения в Китае. Первоначально китайские надводные боевые корабли называли в честь географических районов Китая, но эта практика была отменена во время Культурной революции. В этот период большая часть кораблей типа 065 либо не имела названий, либо их названия упразднены и корабли идентифицировались только по бортовым номерам.
Именование кораблей возобновилось во второй половине 1980-х годов. К тому времени корабли типа 065 подходили к концу срока службы, а новым кораблям присваивались традиционные имена на основе географических названий. Например, имя Jinan было присвоено эсминцу Type 051. Когда старым кораблям Type 053/Type 6601/Type 065 возвращали имена, ни один из них не получил такое же имя, как раньше.

## Корабли береговой охраны
| Фрегаты типа 053 | Фрегаты типа 053             |
| ---------------- | ---------------------------- |
|                  |                              |
| Служба           |                              |
| Изготовитель     | Hudong-Zhonghua Shipbuilding |

Два корабля типа 053H подверглись модификации и теперь находятся в составе береговой охраны:
- Чандэ (509) — сейчас «1002»
- Шаосин (510) — сейчас «1003»